# Joachim Kirst
Joachim Kirst (ur. 21 maja 1947 w Neunhofen w Turyngii) – niemiecki lekkoatleta reprezentujący Niemiecką Republikę Demokratyczna, wieloboista, dwukrotny mistrz Europy.

## Życiorys
Startował w dziesięcioboju. Na europejskich igrzyskach juniorów w 1966 w Odessie wywalczył w tej konkurencji brązowy medal. Na igrzyskach olimpijskich w 1968 w Meksyku zajął 5. miejsce w dziesięcioboju.
Zwyciężył na mistrzostwach Europy w 1969 w Atenach. Powtórzył ten sukces na mistrzostwach Europy w 1971 w Helsinkach. Wystąpił na igrzyskach olimpijskich w 1972 w Monachium, ale nie ukończył szóstej konkurencji dziesięcioboju – biegu na 110 metrów przez płotki.
Nie odniósł sukcesów w mistrzostwach NRD – zdobył brązowy medal w dziesięcioboju w 1972.
W latach 1971–1976 był posłem do Izby Ludowej (parlamentu NRD) z ramienia Wolnej Młodzieży Niemieckiej.
W 1972 ożenił się z Ritą Schmidt, reprezentantką NRD w skoku wzwyż. Jego brat Edgar ożenił się z inną skoczkinią wzwyż – Juttą Krautwurst.